# USS Coolbaugh (DE-217)
USS Coolbaugh (DE-217) là một tàu hộ tống khu trục lớp Buckley được Hải quân Hoa Kỳ chế tạo trong Chiến tranh Thế giới thứ hai. Tên nó được đặt theo Trung úy Hải quân Walter W. Coolbaugh (1914-1942), phi công từng phục vụ trên tàu sân bay Yorktown (CV-5), đã được trao tặng Huân chương Chữ thập Hải quân do thành tích chiến đấu trong Trận chiến biển Coral, và đã thiệt mạng trong một tai nạn rơi máy bay ngày 19 tháng 12, 1942. Nó đã phục vụ cho đến khi chiến tranh kết thúc; và tiếp tục hoạt động sau chiến tranh cho đến khi xuất biên chế năm 1960 và bị tháo dỡ năm 1973. Coolbaugh được tặng thưởng ba Ngôi sao Chiến trận do thành tích phục vụ trong Thế Chiến II.

## Thiết kế và chế tạo
Những chiếc thuộc lớp tàu hộ tống khu trục Buckley có chiều dài chung 306 ft (93 m), mạn tàu rộng 37 ft 1 in (11,30 m) và độ sâu mớn nước khi đầy tải là 11 ft 3 in (3,43 m). Chúng có trọng lượng choán nước tiêu chuẩn 1.400 tấn Anh (1.400 t); và lên đến 1.740 tấn Anh (1.770 t) khi đầy tải. Hệ thống động lực bao gồm hai turbine hơi nước General Electric công suất 13.500 mã lực (10.100 kW), dẫn động hai máy phát điện công suất 9.200 kilôwatt (12.300 hp) để vận hành hai trục chân vịt;  công suất 12.000 hp (8.900 kW) cho phép đạt được tốc độ tối đa 23 kn (26 mph; 43 km/h), và có dự trữ hành trình 6.000 nmi (6.900 mi; 11.000 km) khi di chuyển ở vận tốc đường trường 12 kn (14 mph; 22 km/h).
Vũ khí trang bị bao gồm ba pháo 3 in (76 mm)/50 cal trên tháp pháo nòng đơn có thể đối hạm hoặc phòng không, một khẩu đội 1,1 inch/75 caliber bốn nòng và tám pháo phòng không Oerlikon 20 mm. Vũ khí chống ngầm bao gồm một dàn súng cối chống tàu ngầm Hedgehog Mk. 10 (có 24 nòng và mang theo 144 quả đạn); hai đường ray Mk. 9 và tám máy phóng K3 Mk. 6 để thả mìn sâu. Khác biệt đáng kể so với lớp Evarts dẫn trước là chúng có thêm ba ống phóng ngư lôi Mark 15 21 inch (533 mm). Thủy thủ đoàn đầy đủ bao gồm 186 sĩ quan và thủy thủ.
Coolbaugh được đặt lườn tại Xưởng hải quân Philadelphia ở Philadelphia, Pennsylvania vào ngày 22 tháng 2, 1943. Nó được hạ thủy vào ngày 29 tháng 5, 1943; được đỡ đầu bởi bà A. Coolbaugh, và nhập biên chế vào ngày 15 tháng 10, 1943 dưới quyền chỉ huy của Hạm trưởng, Thiếu tá Hải quân Leon Samuel Kintberger.

## Lịch sử hoạt động

### Thế Chiến II, 1943 - 1945
Sau khi hoàn tất chuyến đi chạy thử máy huấn luyện tại khu vực Bermuda, Coolbaugh khởi hành để đi sang khu vực Mặt trận Thái Bình Dương, hộ tống các tàu buôn đi đến Efate, quần đảo Vanuatu vào ngày 8 tháng 2, 1944. Nó lập tức đảm nhiệm tuần tra và hộ tống vận tải tại khu vực quần đảo Solomon, và tham gia cuộc đổ bộ lên đảo Emirau từ ngày 9 đến ngày 16 tháng 4 cũng như hộ tống vận tải đến các đảo Manus, Emirau và Eniwetok.
Coolbaugh đi đến Manus vào ngày 10 tháng 10 để gia nhập Đệ Thất hạm đội, rồi lên đường hai ngày sau đó tham gia cuộc không kích chuẩn bị lên đảo Leyte, Philippines, bắt đầu từ ngày 18 tháng 10. Nó tháp tùng để bảo vệ các tàu sân bay hộ tống khi chúng tung ra các phi vụ hỗ trợ cho cuộc đổ bộ lên Leyte. Trong trận chiến ngoài khơi Samar vào ngày 25 tháng 10, con tàu đã tham gia vào hoạt động anh dũng chống trả lại cuộc tấn công của Hạm đội Liên hợp Nhật Bản có ưu thế vượt trội hơn hẵn, góp phần vào chiến thắng trong trận Hải chiến vịnh Leyte. Sang ngày hôm sau, khi tàu sân bay hộ tống Suwannee (CVE-27) bị máy bay tấn công cảm tử Kamikaze đánh trúng, Coolbaugh đã giúp cứu vớt 91 người bị rơi xuống biển, rồi hộ tống cho Suwanee rút lui về Manus an toàn.
Từ ngày 19 đến ngày 27 tháng 11, Coolbaugh tháp tùng để bảo vệ các tàu sân bay hộ tống khi chúng hỗ trợ trên không cho các đoàn tàu vận tải tiếp liệu đi đến vịnh Leyte. Sau đó nó quay trở lại New Guinea để chuẩn bị cho cuộc đổ bộ tiếp theo lên vịnh Lingayen. Trong suốt tháng 1 và tháng 2, 1945, nó tiếp tục hộ tống các đoàn tàu vận tải đưa lực lượng tăng viện và tiếp liệu phục vụ cho trận chiến trên đảo Luzon, và tuần tra trong vịnh Lingayen giữa các chuyến đi. Từ ngày 28 tháng 2 đến ngày 4 tháng 3, nó hộ tống vận tải cho các đoàn tàu giữa Ulithi và Iwo Jima, đưa lực lượng đến tăng cường cho chiến trường, và tuần tra vùng biển ngoài khơi Iwo Jima cho đến ngày 27 tháng 3, khi nó lên đường đi Trân Châu Cảng.
Tại khu vực quần đảo Hawaii, Coolbaugh phục vụ hộ tống và phối hợp huấn luyện cùng các tàu khác mãi cho đến khi Nhật Bản chấp nhận đầu hàng vào ngày 15 tháng 8 giúp kết thúc cuộc xung đột. Con tàu quay trở về San Francisco vào ngày 4 tháng 9 để được đại tu, và sau đó hoạt động huấn luyện tại vùng bờ Tây.

### Sau chiến tranh 1946 - 1960
Được điều sang vùng bờ Đông Hoa Kỳ vào đầu tháng 1, 1946, Coolbaugh đi đến cảng nhà mới Newport, Rhode Island, và bắt đầu các hoạt động huấn luyện tàu ngầm cùng các hoạt động khác. Vào ngày 25 tháng 1, nó giúp cung cấp điện cho đảo Block, Rhode Island sau khi nhà máy điện tại đây bị hư hại do hỏa hoạn. Tiếp tục hoạt động dọc theo vùng bờ Đông và vùng biển Caribe, nó đã phục vụ canh phòng máy bay trong các đợt tập trận chống tàu ngầm, phục vụ như tàu huấn luyện cho Trường Sonar Hạm đội tại Key West, Florida, và vào mùa Hè năm 1954 đã vượt Đại Tây Dương viếng thăm các cảng Anh và Ireland trong một chuyến đi thực tập dành cho học viên sĩ quan. Con tàu còn thực hiện thêm một chuyến đi tương tự vào mùa Hè năm 1956.
Được điều động hoàn toàn sang vai trò tàu huấn luyện cho Trường Sonar Hạm đội tại Key West, Florida vào ngày 22 tháng 8, 1957, Coolbaugh sau đó hoạt động chủ yếu tại vùng biển Florida, và thực hiện những chuyến đi huấn luyện cho học viên sĩ quan thuộc Hải quân Dự bị Hoa Kỳ. Con tàu được cho xuất biên chế vào ngày 21 tháng 2, 1960 tại Saint Petersburg, Florida, và hoạt động trong thành phần dự bị cho đến khi ngừng hoạt động vào ngày 26 tháng 5, 1960.

## Phần thưởng
Coolbaugh được tặng thưởng ba Ngôi sao Chiến trận do thành tích phục vụ trong Thế Chiến II.
|  |  | Silver star |
|  |  |             |

| Dãi băng Hoạt động Tác chiến (truy tặng) | Huân chương Chiến dịch Hoa Kỳ         | Huân chương Chiến dịch Châu Á-Thái Bình Dương với 3 Ngôi sao Chiến trận |
| Huân chương Chiến thắng Thế Chiến II     | Huân chương Phục vụ Phòng vệ Quốc gia | Huân chương Giải phóng Philippine (Philippine)                          |